# Pseudiolaus
Pseudiolaus là một chi bướm ngày thuộc họ Lycaenidae.